# Hải cẩu Caspi
Hải cẩu Caspi (Pusa caspica) là một loài động vật có vú trong họ Hải cẩu thật sự, bộ Ăn thịt. Loài này được Gmelin mô tả năm 1788. Hải cẩu Caspi độc đáo ở chỗ chúng chỉ được tìm thấy trong nước lợ biển Caspi. Chúng có thể được tìm thấy không chỉ dọc theo bờ biển, mà còn trên các đảo đá và nhiều khối băng nằm rải rác ở biển Caspi.

## Hình ảnh

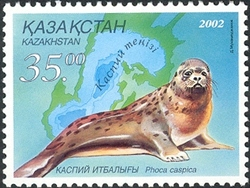
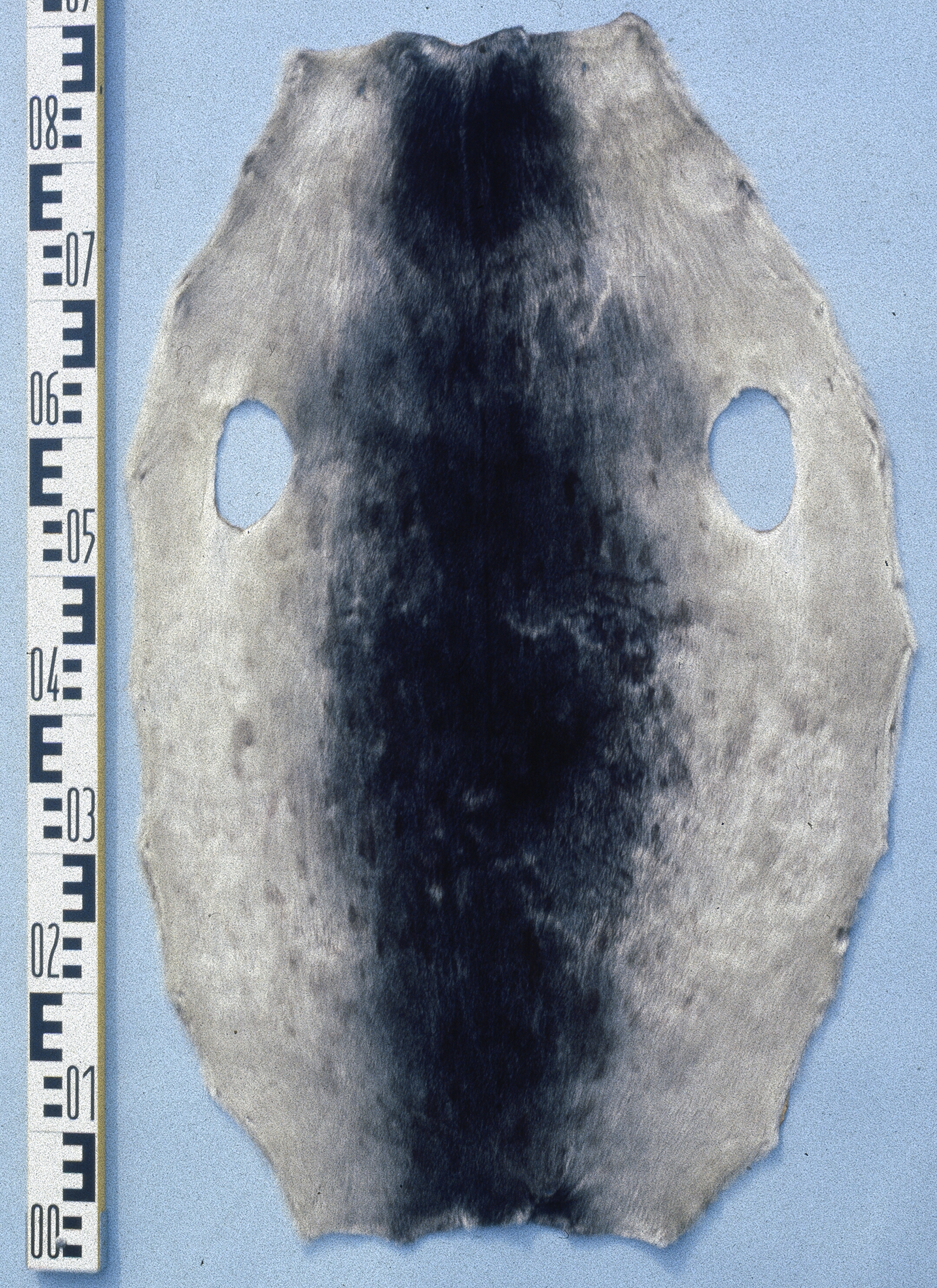
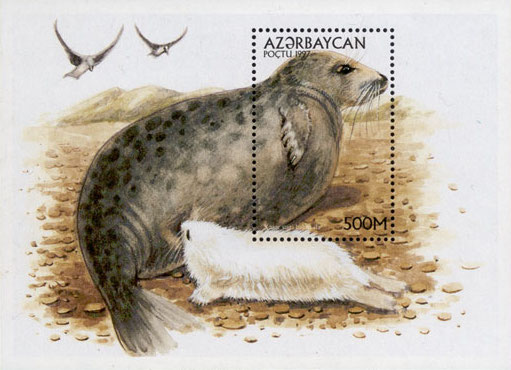